# Бандера Андрій Степанович
Андрі́й Степа́нович Банде́ра (16 травня 1946, Мюнхен, Бізонія — 19 липня 1984, Торонто, Канада) — український громадський діяч в еміграції, журналіст. Син Степана Бандери.

## Ранні роки
Народився 16 травня 1946 року в Мюнхені в родині керівника ОУН (б) Степана Бандери та його дружини Ярослави. Мав старшу сестру Наталію та молодшу Олесю. За сприяння батька відвідував табори Спілки української молоді.
Після вбивства батька у 1959 році разом із матір'ю та сестрами емігрував до Канади, де родина спершу проживала в доктора Романа Малащука. Тоді ж уперше від матері дізнався про колишню діяльність батька.
Освіту здобув у школі в Йорктоні, згодом — у Манітобському та Торонтському університетах.

## Громадська діяльність
У Канаді Андрій Бандера брав участь у діяльності різних організацій української діаспори. 1960 року вступив до Союзу української молоді, 1965 року — до Товариства української студентської молоді (вийшов у 1975 році). Також входив до Союзу українських студентів Канади. Пізніше долучився до ОУН-р, Української центральної інформаційної служби, Комітету українців Канади, Світового конгресу вільних українців.
З 1972 року був членом націоналістичної Ліги визволення України. Працював у редакції її друкованого органу, газети «Гомін України», а з 1977 року був головним редактором англомовного додатку газети «Ukrainian Echo». Також був членом фундації «Прометей» та Організації українських націоналістів. У Канаді організовував численні акції протесту проти ув'язнення українських дисидентів у Радянській Україні, зокрема щодо справи проти Валентина Мороза. Ініціював 17-денне голодування перед посольством СРСР в Оттаві в знак протесту проти поневолення України.
Помер раптово у Торонто 19 липня 1984 року від серцевого нападу. Похований 23 липня того ж року на кладовищі Парк-Лон в одній могилі з матір'ю.

## Родина
Дружину Андрія Бандери звали Маруся Федорій. З нею Андрій зустрівся під час навчання у Вінніпегу в Манітобському університеті, тоді ж одружився. у шлюбі народилося троє дітей:
- Степан (нар. 1969)[8];
- Богдана (нар. 1973);
- Олена (нар. 1977).

2010 року у сина Андрія, Степана, народився син Богдан-Андрій.